# Chameroy (Haute-Marne)
Pour les articles homonymes, voir Chameroy.
Chameroy (/ʃa.mø.ʁwa/) est une ancienne commune française du département de la Haute-Marne en région Grand Est. Elle est rattachée à la commune de Rochetaillée depuis 1972.
La commune se trouve dans l'ancienne région de Champagne-Ardenne.

## Géographie

### Localisation
Chameroy se situe à 20 km à l'ouest de Langres et à 42 km de Chaumont.
|                   | Rochetaillée |          |
| Vitry-en-Montagne | Chameroy     | Voisines |
|                   | Auberive     |          |

Chameroy est une ancienne commune française situé dans le département de la Haute-Marne en ancienne région Champagne-Ardenne. Le village se situe au sud-ouest du département et fait partie de l'Aire d'attraction de Chaumont, dont elle est une commune de la couronne périurbaine.
Communes les plus proches à vol d'oiseau:
- Vitry-en-Montagne à 2,8 km
- Rochetaillée à 3 km
- Rouelles à 4,3 km
- Bay-sur-Aube à 4,6 km

- Voisines à 5,2 km

### Hydrographie
Le village est traversé par l'Aujon et par le ruisseau du Gorgeot au nord.

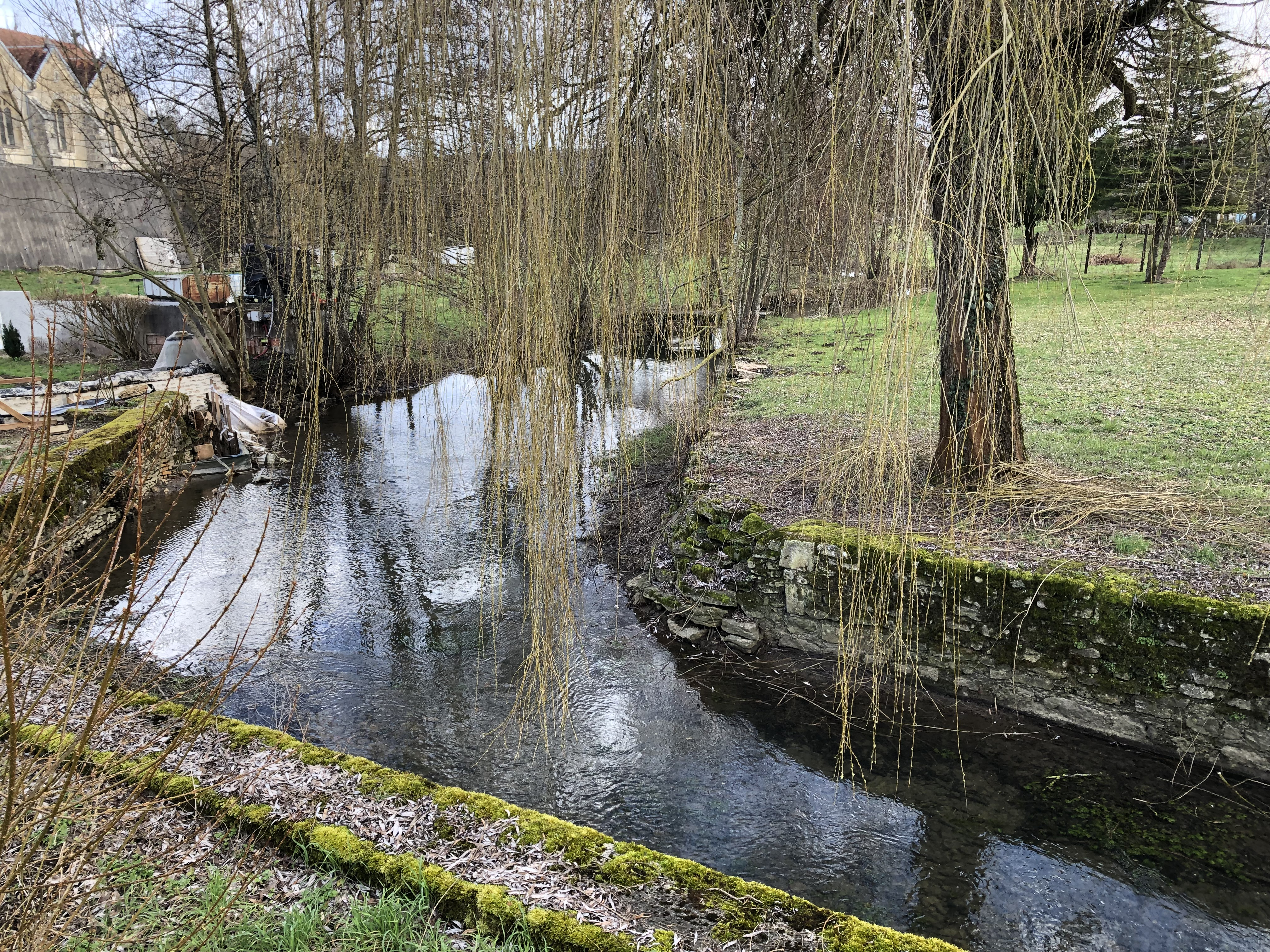
L'Aujon à Chameroy

### Paysage
Le paysage autour de Chameroy se caractérise par de nombreux champs, des collines boisées et par des petits ruisseaux.

### Relief
Le relief autour du village est très vallonné. Il se caractérise par de nombreuses combes. La combe Flageolle, qui se situe au nord-ouest du village, a donnée son nom au Col à côté duquel elle se trouve. Ce dernier culmine à 449 m et sépare la commune à celle de Vitry-en-Montagne.

## Urbanisme

### Voie de communication et transport
Le village est accessible depuis Rochetaillée ou Perrogney-les-Fontaines (au sud-est) par la route départementale n°6 (D6) et par Vitry-en-Montagne par la route départementale n°187 (D187).

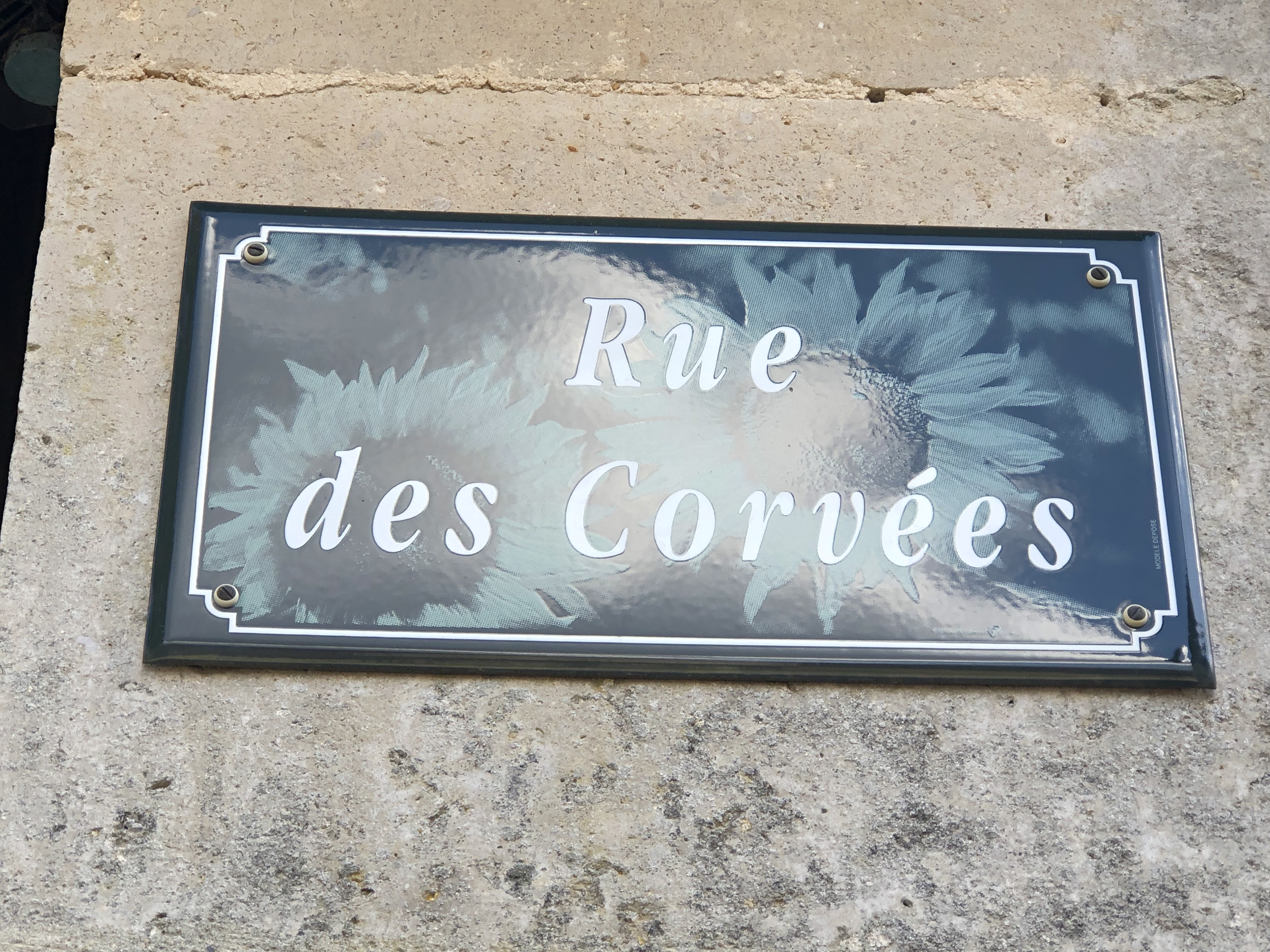
Exemple d'indication de rue à Chameroy

## Histoire
Hugues de Broyes vécut à Chameroy avant la construction de son château à Châteauvillain.
En 1789, la plus grande partie de ce village forme une enclave de Bourgogne en Champagne ; il n'y a que trois ou quatre maisons, ainsi que l'église et la cure, qui dépendent de la Champagne.
Le 1er août 1972, la commune de Chameroy est rattachée sous le régime de la fusion simple à celle de Rochetaillée-sur-Aujon qui devient Rochetaillée.

## Démographie
| 1793 | 1800 | 1806 | 1821 | 1831 | 1836 | 1841 | 1846 | 1851 |
| ---- | ---- | ---- | ---- | ---- | ---- | ---- | ---- | ---- |
| 416  | 429  | 402  | 411  | 448  | 433  | 437  | 409  | 412  |

| 1856 | 1861 | 1866 | 1872 | 1876 | 1881 | 1886 | 1891 | 1896 |
| ---- | ---- | ---- | ---- | ---- | ---- | ---- | ---- | ---- |
| 397  | 383  | 364  | 289  | 292  | 294  | 249  | 236  | 217  |

| 1901 | 1906 | 1911 | 1921 | 1926 | 1931 | 1936 | 1946 | 1954 |
| ---- | ---- | ---- | ---- | ---- | ---- | ---- | ---- | ---- |
| 192  | 198  | 194  | 160  | 152  | 138  | 144  | 158  | 137  |

| 1962 | 1968 | - | - | - | - | - | - | - |
| ---- | ---- | - | - | - | - | - | - | - |
| 134  | 106  | - | - | - | - | - | - | - |

## Culture locale et patrimoine

### Lieux et monuments
- Église paroissiale Saint-Rémy, la nef et le chœur datent du XIIIe siècle
- Le Lavoir
- la Calvaire datant de 1834[3]

### Personnalités liées à la commune
- Hugues de Broyes, seigneur de Châteauvillain, vécut à Chameroy avant la construction de son château à Châteauvillain[4].

## Photos du village

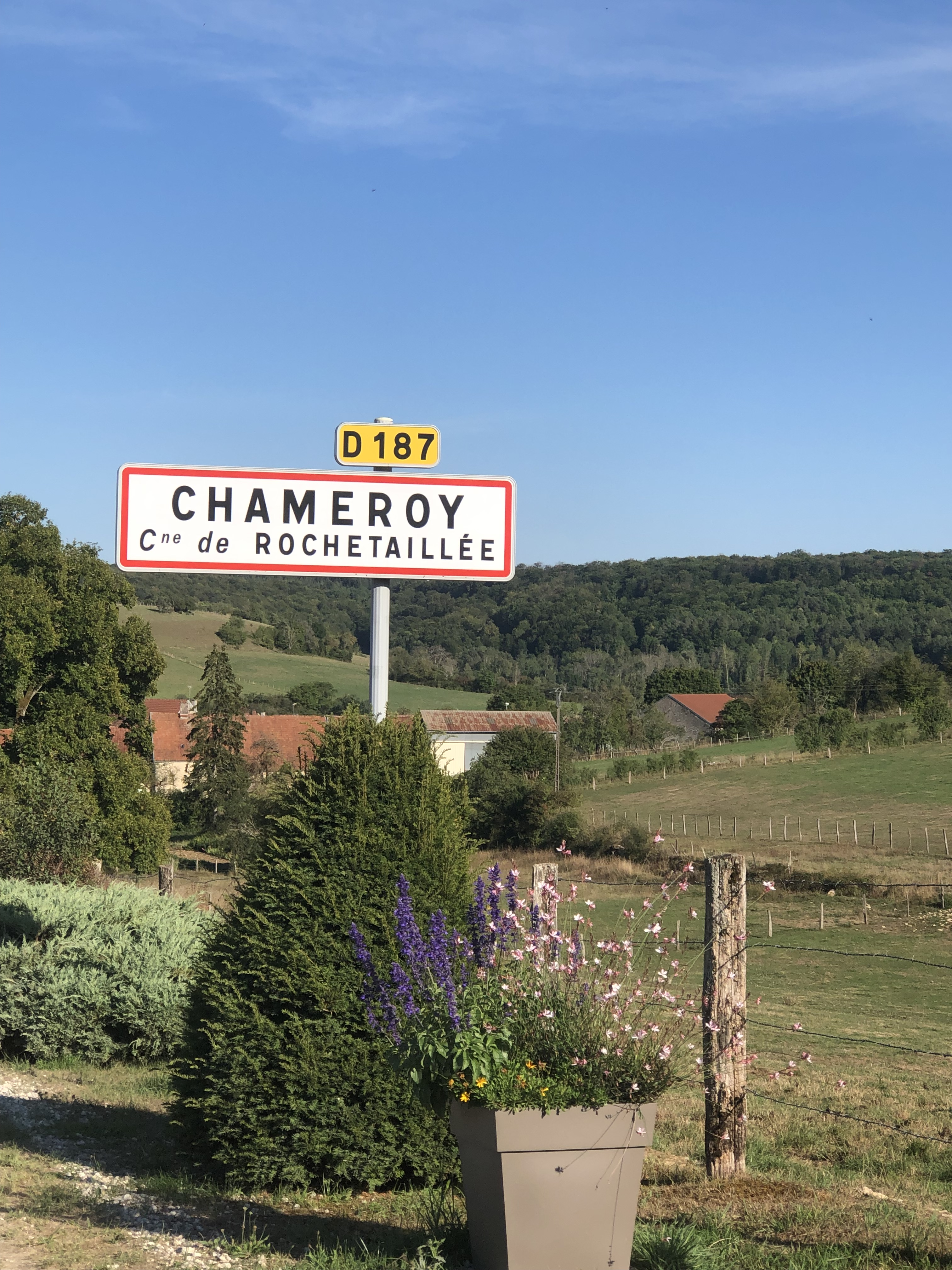
Panneau d'entrée de Chameroy
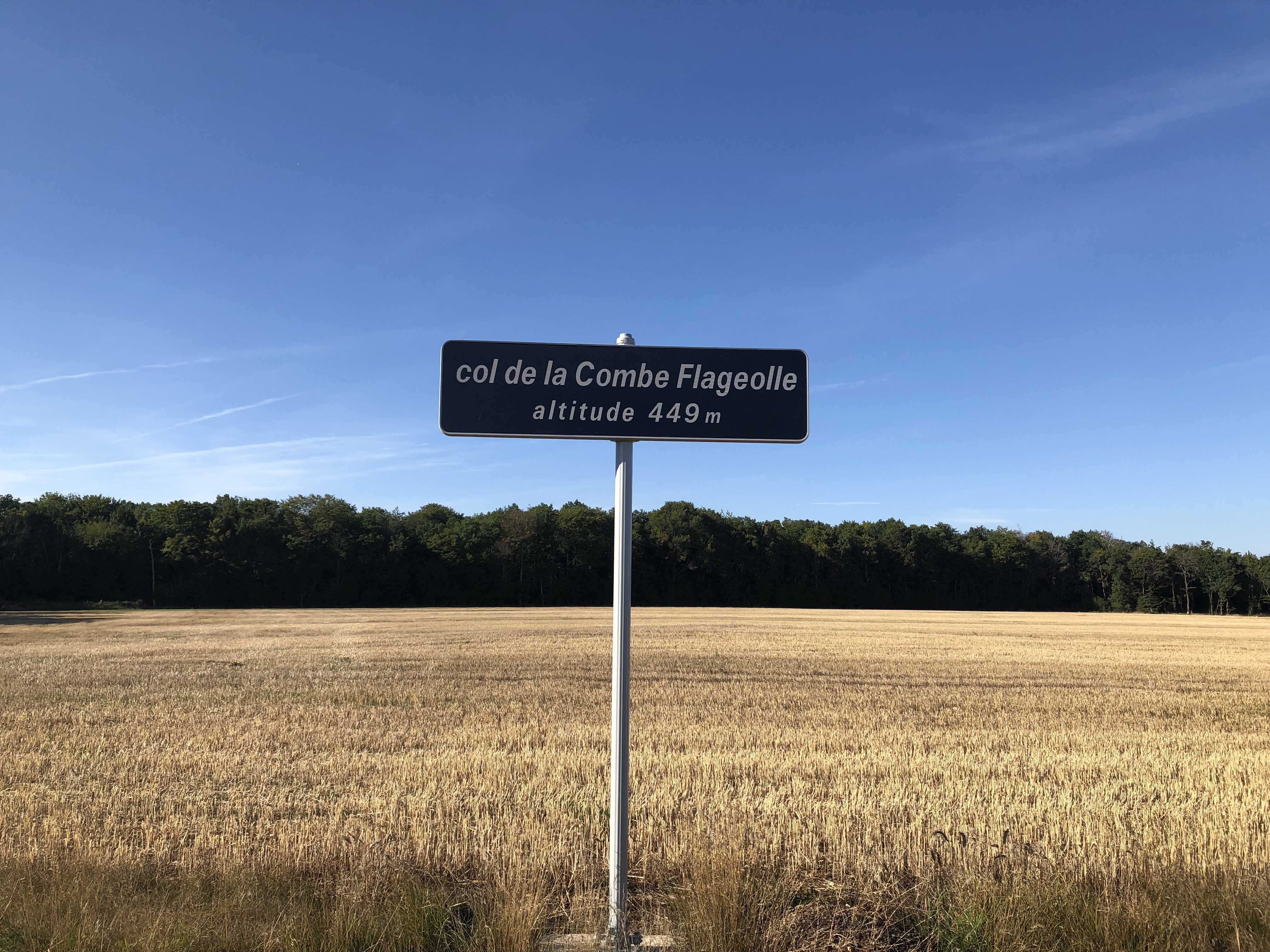
Col de la Combe Flageolle
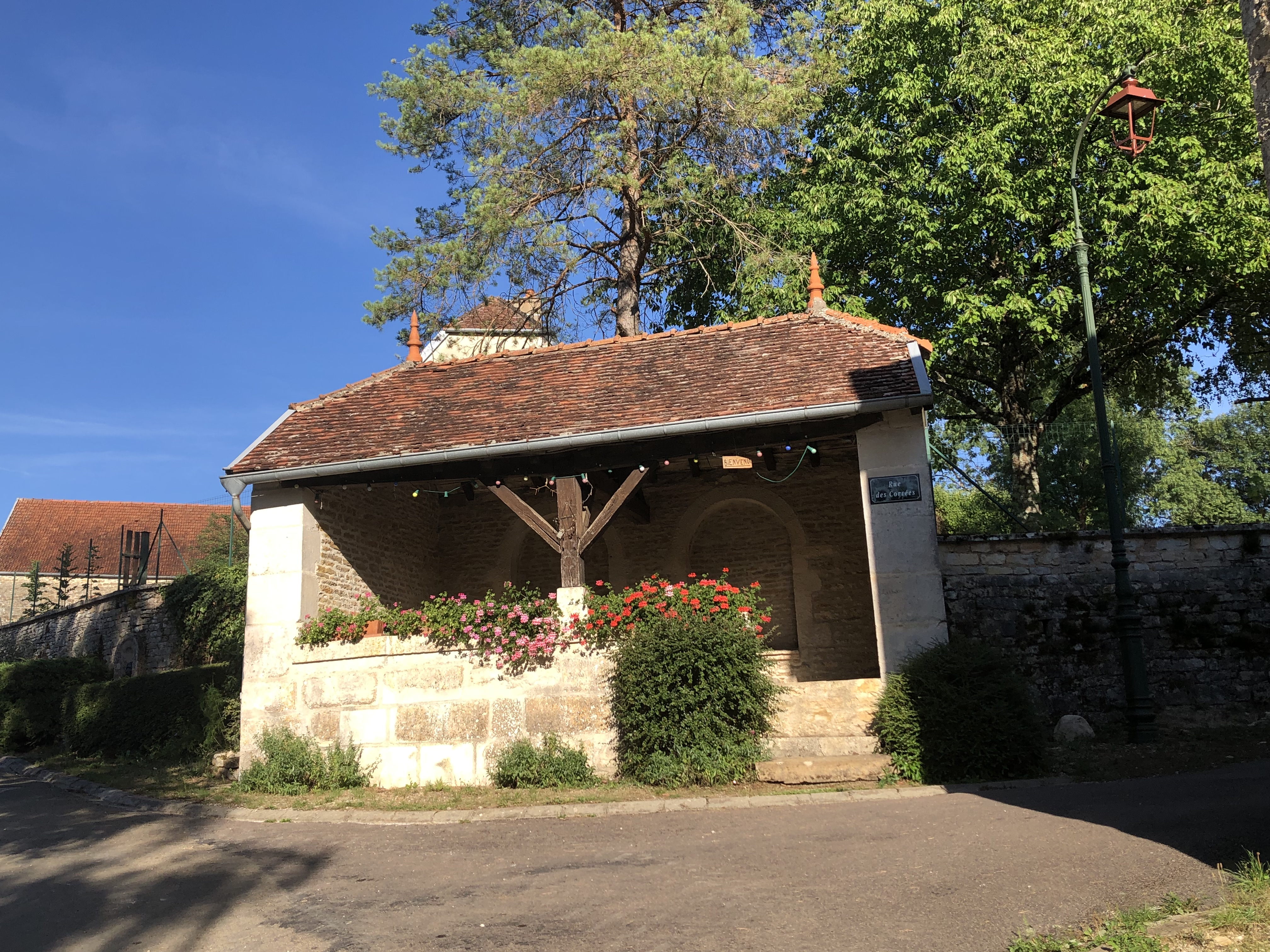
Lavoir de Chameroy
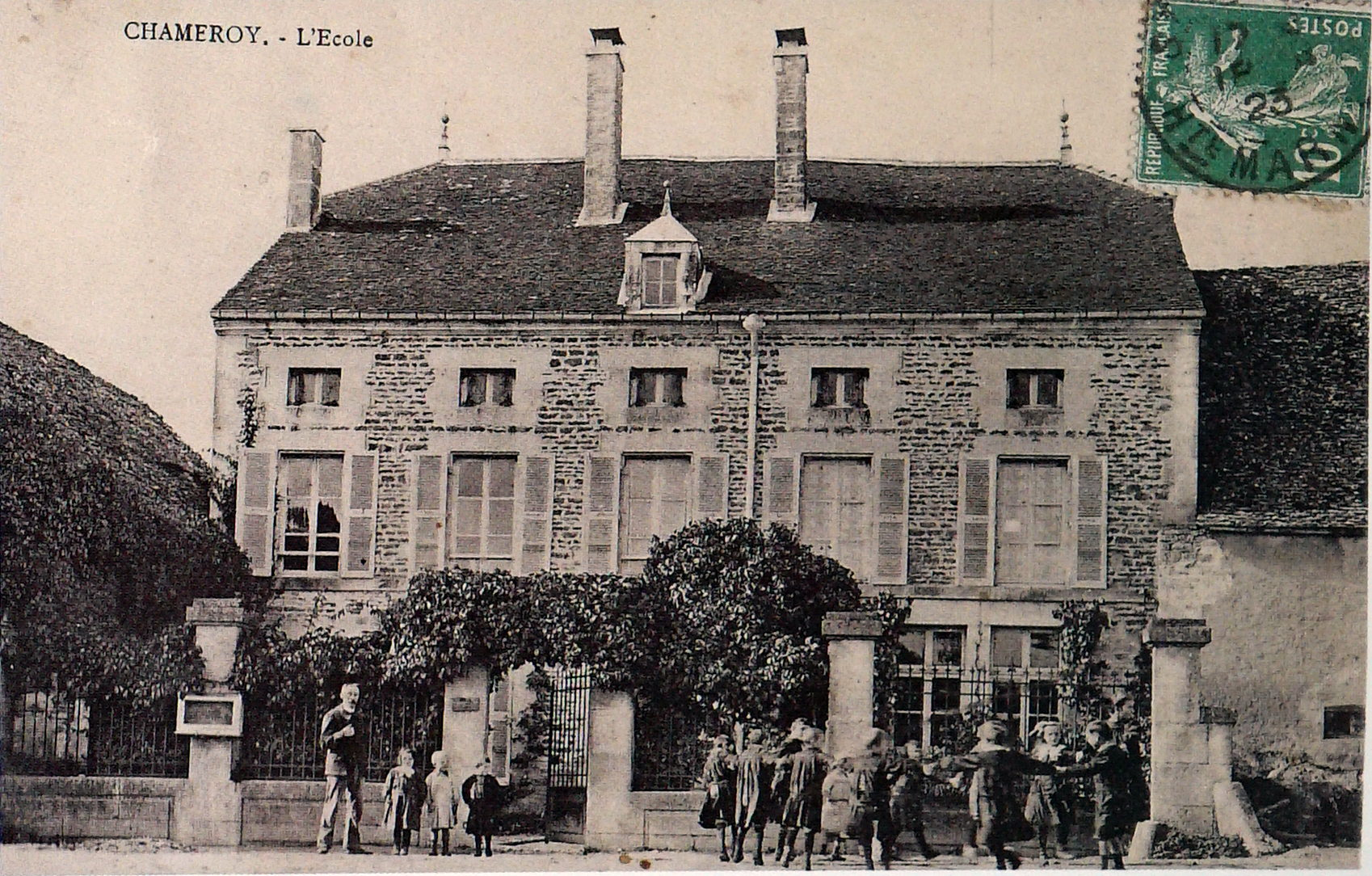
Mairie de Chameroy en 1923
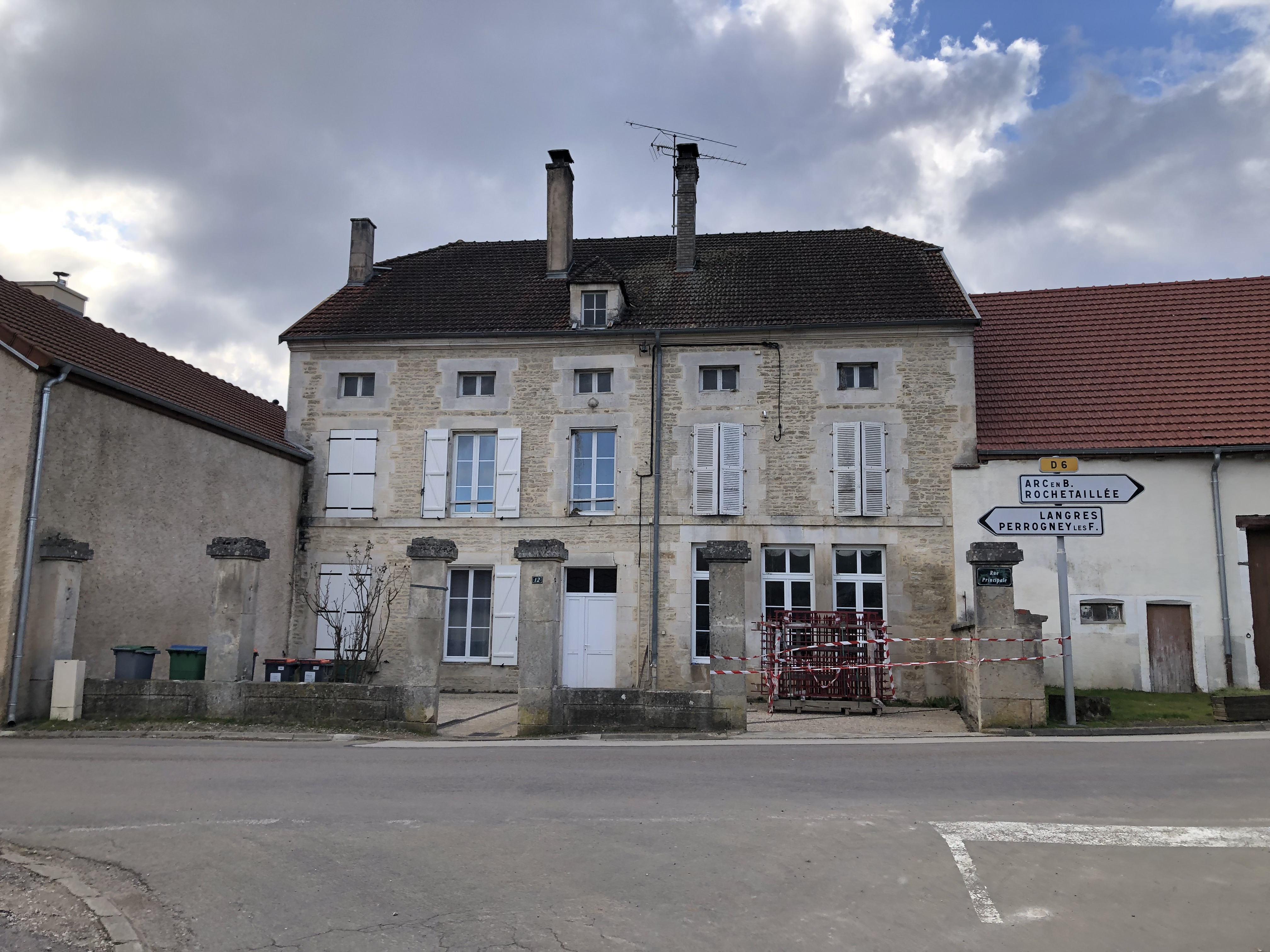
Ancienne mairie de Chameroy en 2023
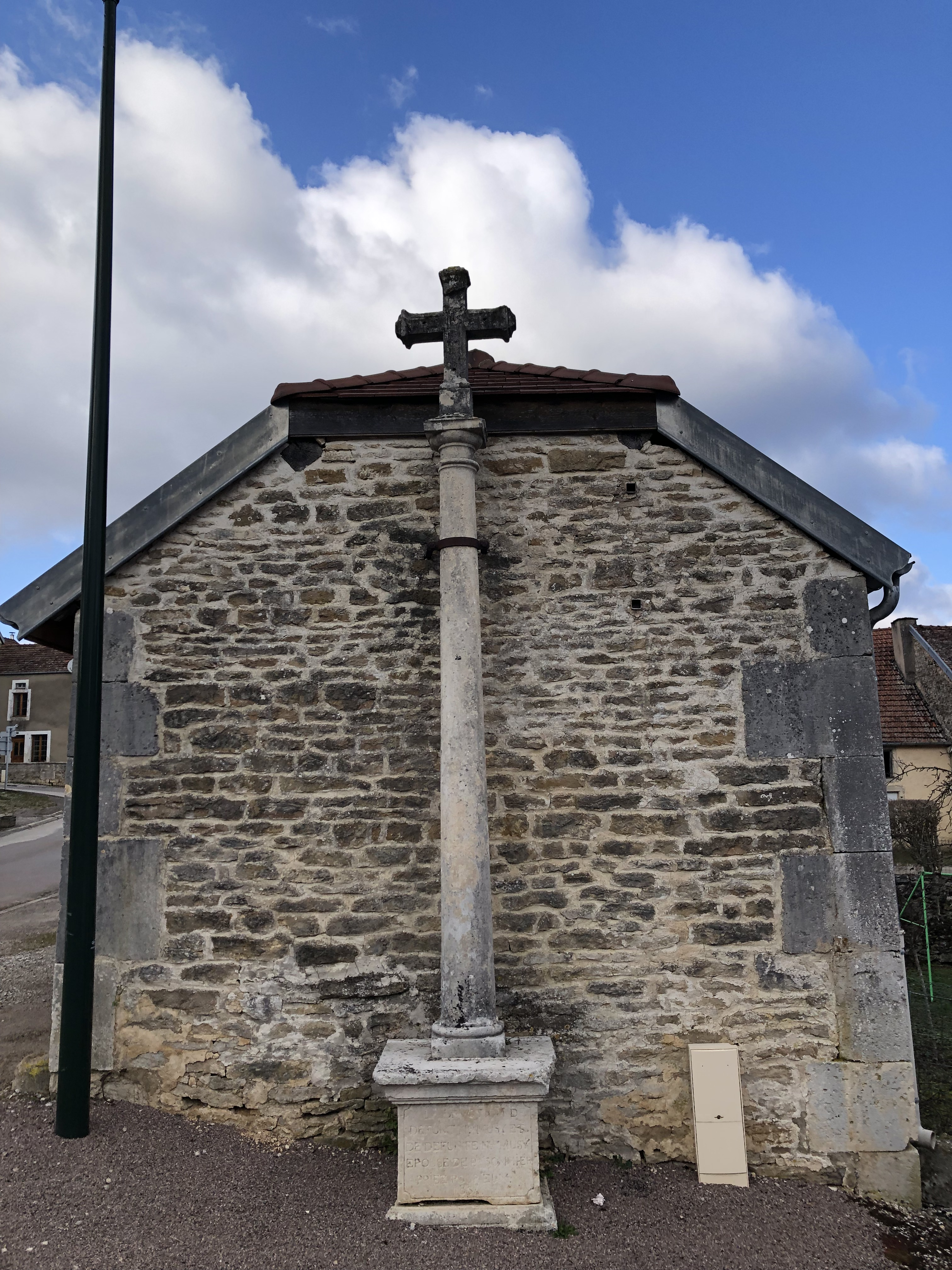
Calvaire de Chameroy
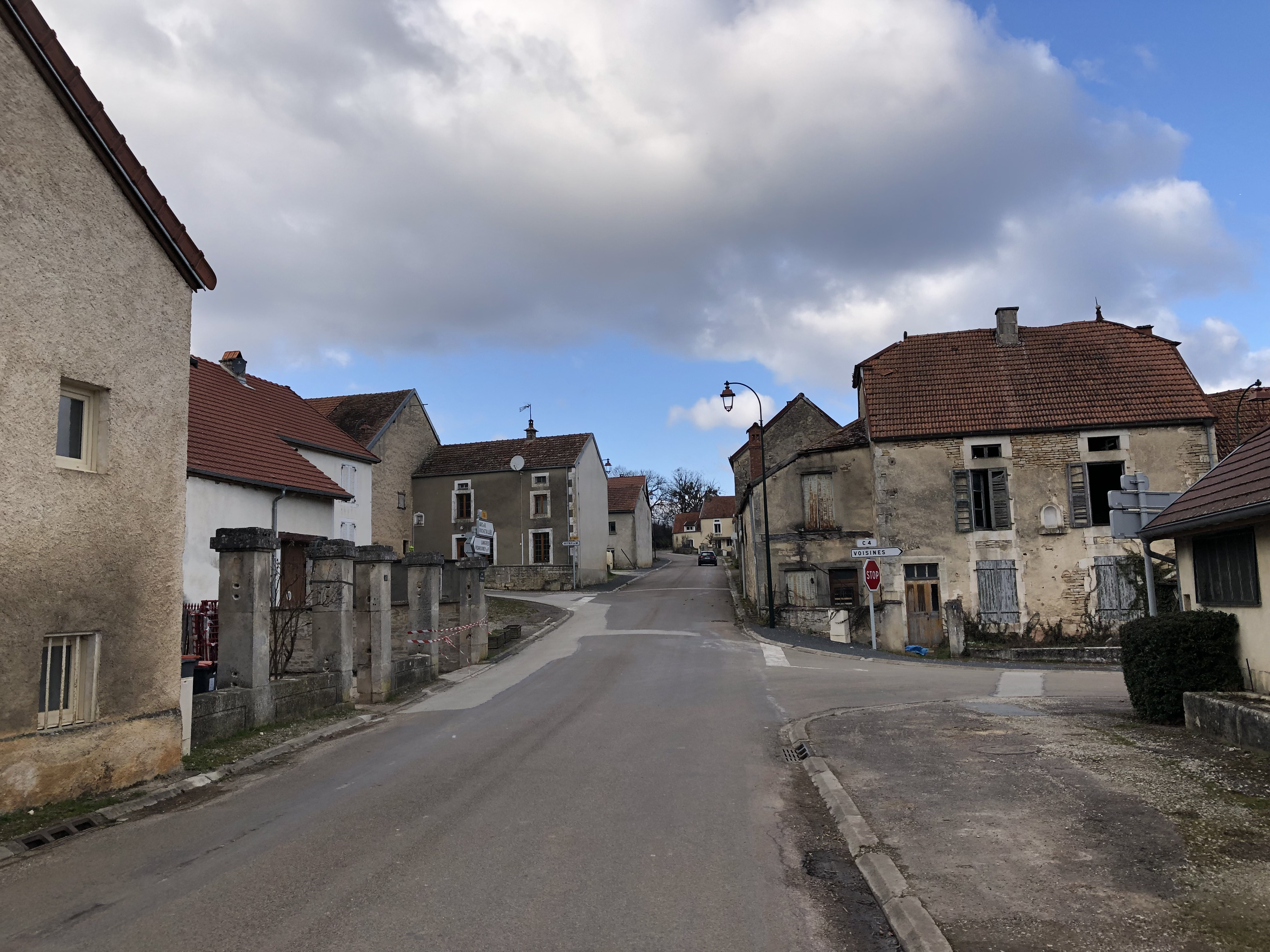
Grand'Rue de Chameroy
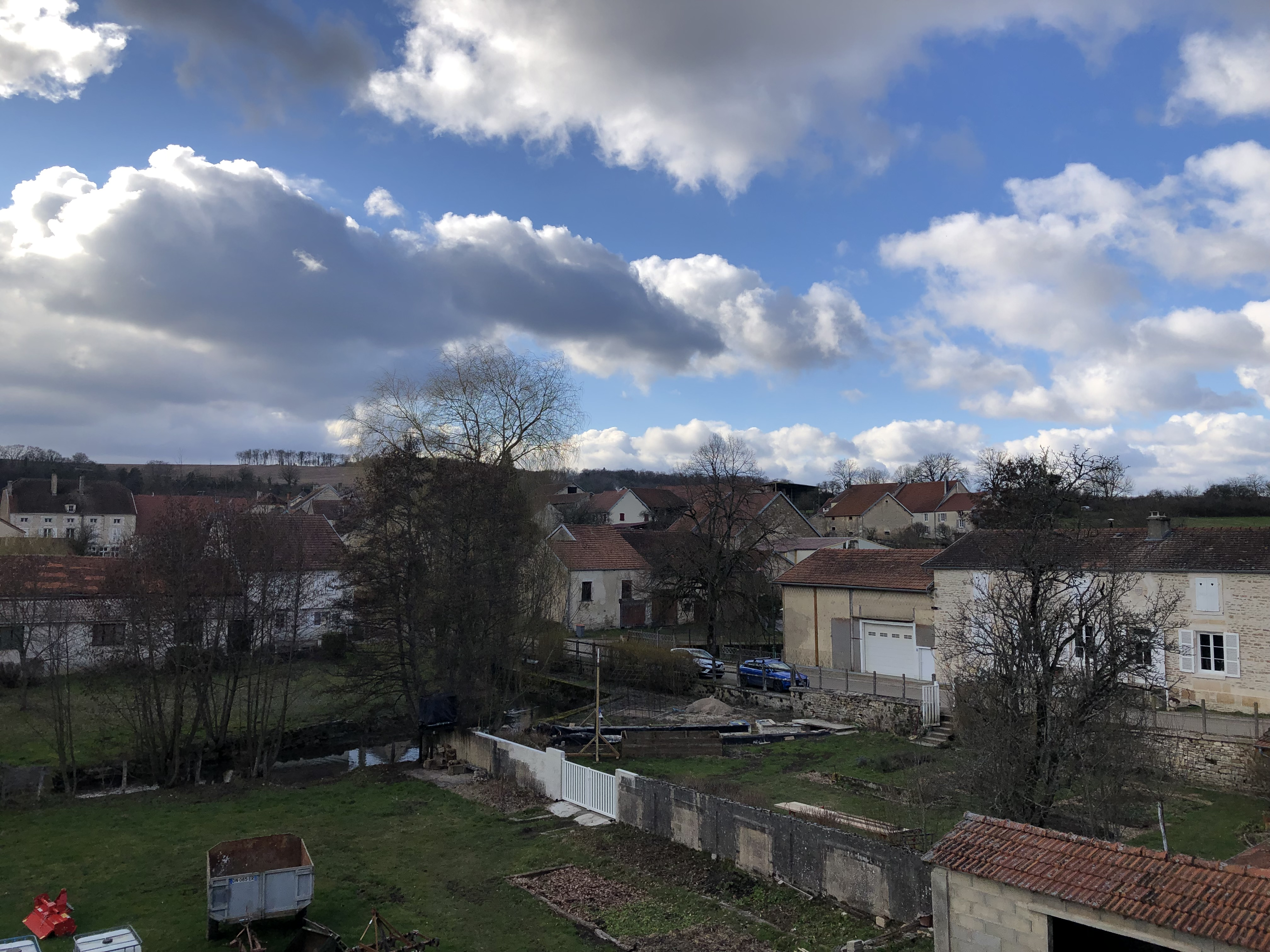
Vue de Chameroy depuis l'église
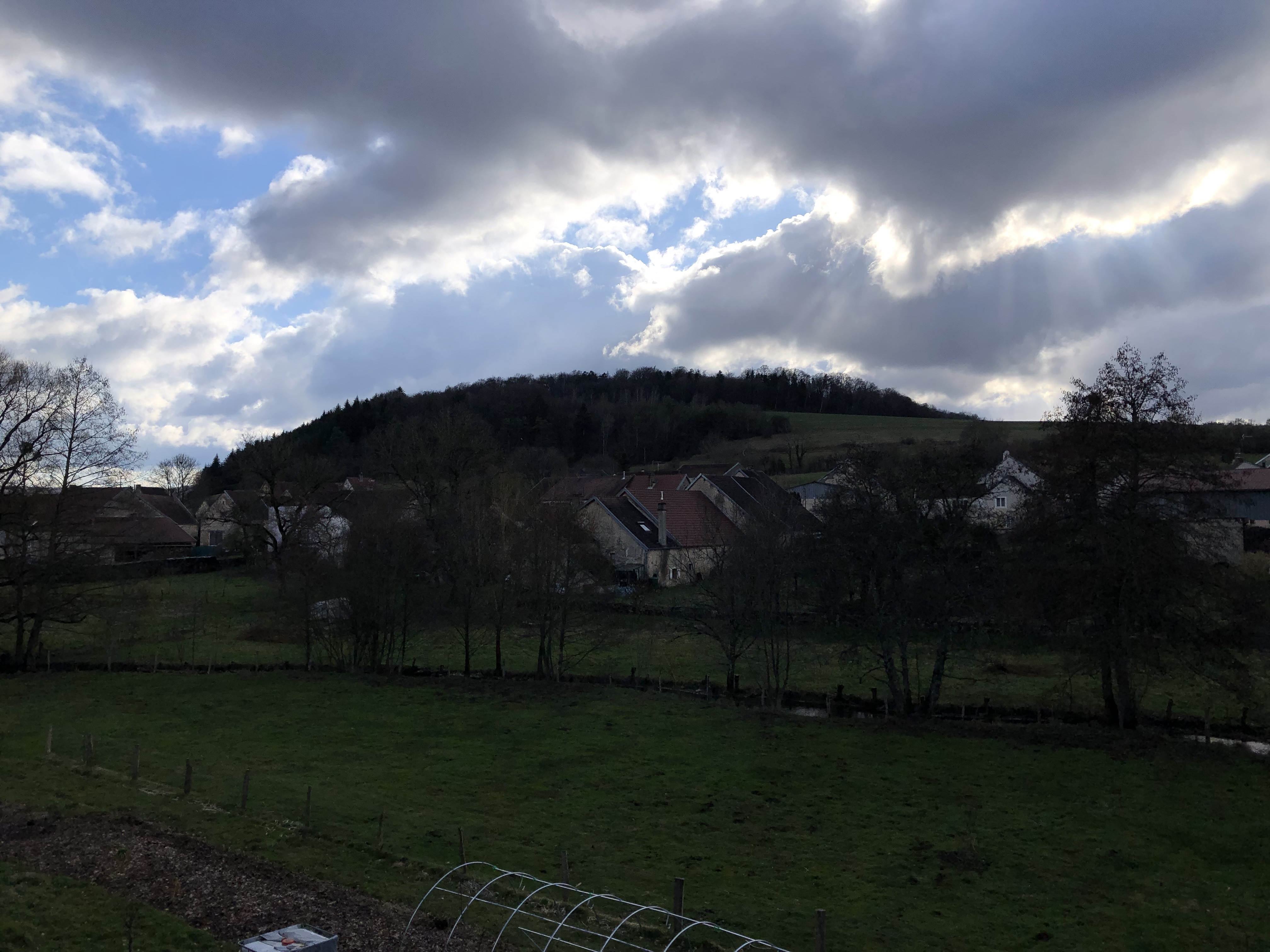
Une autre partie de Chameroy vue depuis l'église
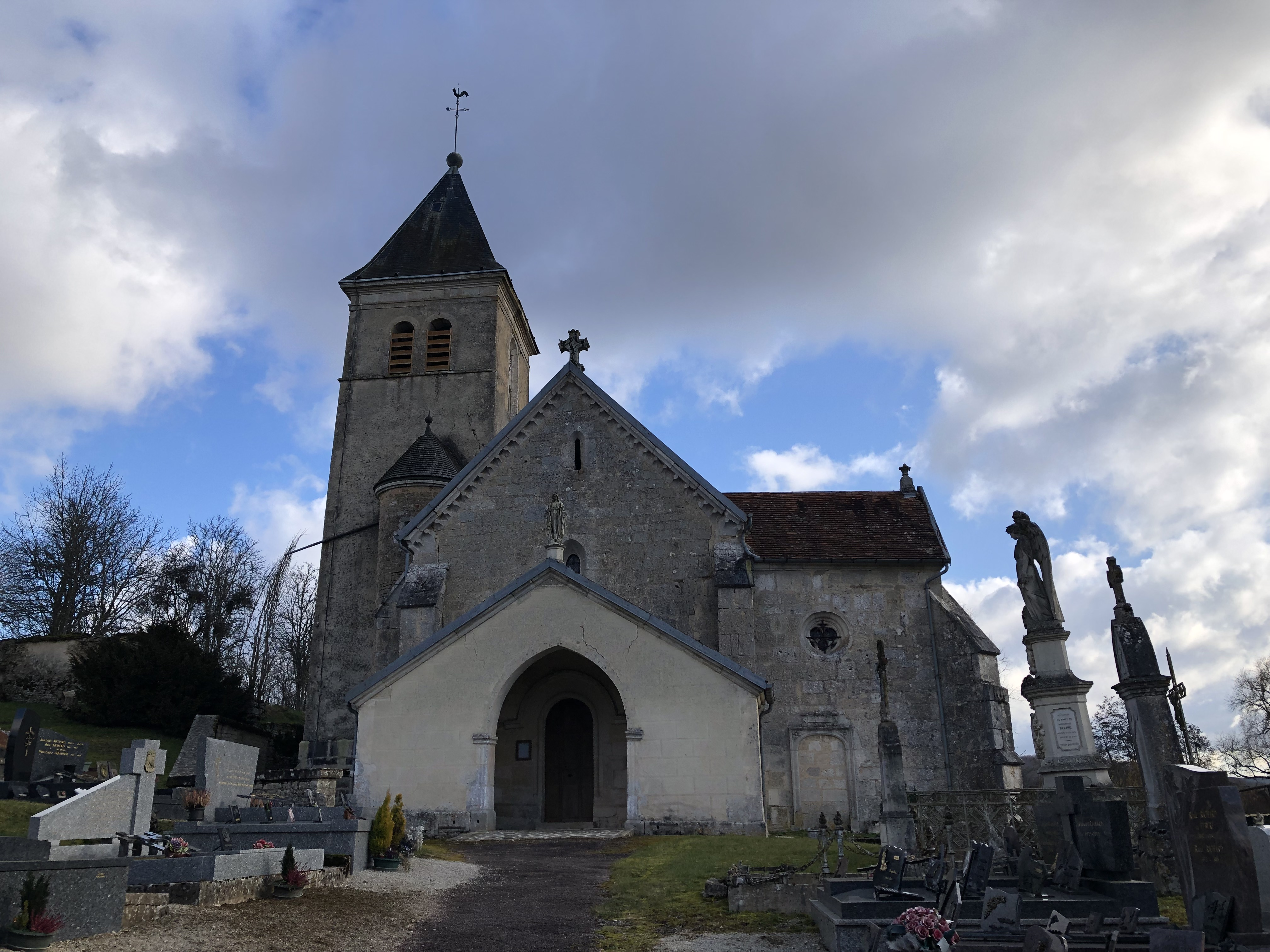
L'église de Chameroy vue de face
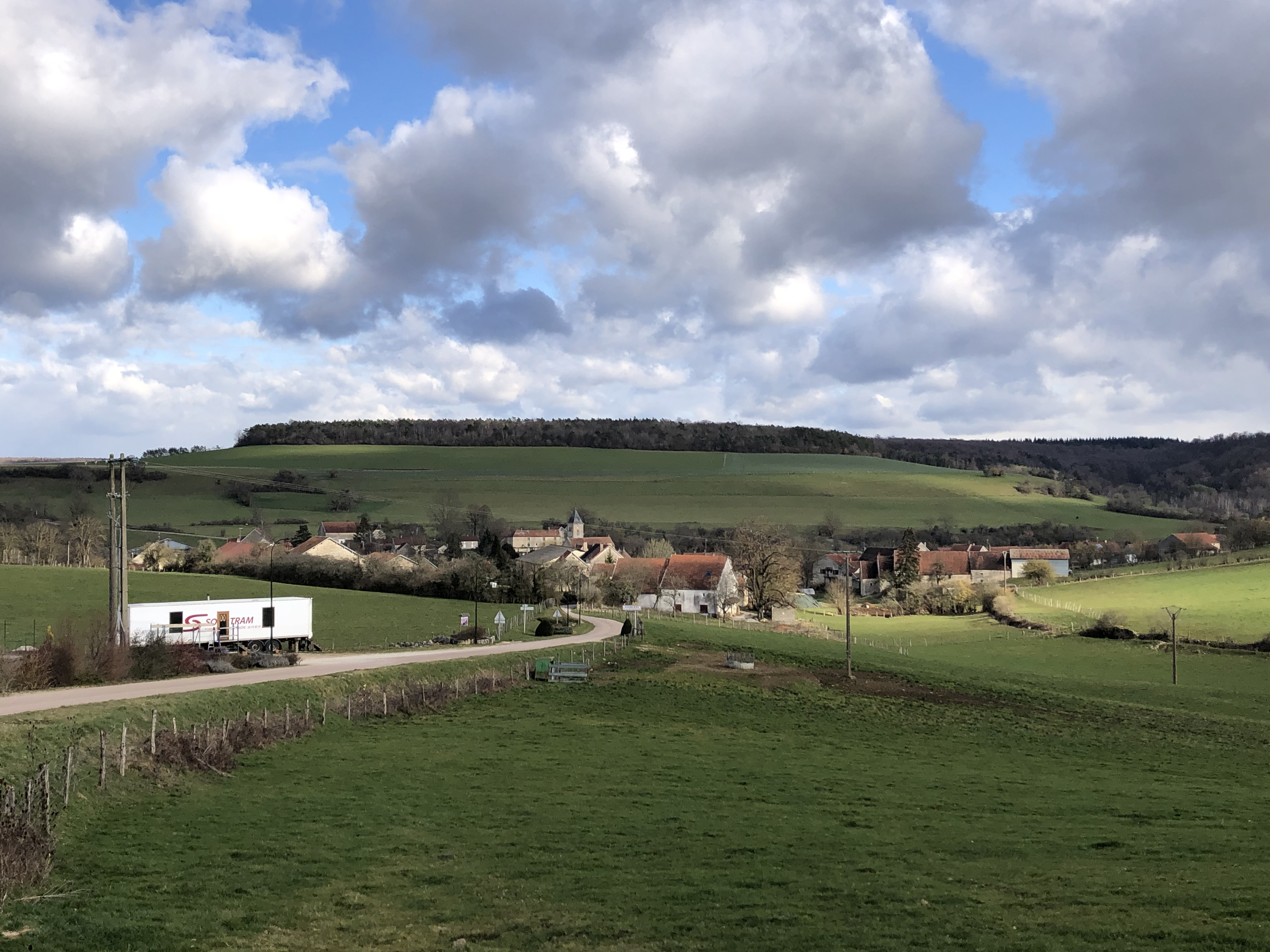
Vue générale de Chameroy

## Voir Aussi